# 돌아온 울트라맨: 매트애로우 1호 발진명령
다이콘 필름즈 리턴 오브 울트라맨(DAICONFILM版 帰ってきたウルトラマン, Daicon Film's Return of Ultraman)은 일본에서 제작된 안노 히데아키 감독의 1983년 SF 영화이다.

## 출연
- 안노 히데야키
- 타무라 노리오
- 타케다 야스히로
- 하야시 조이이치
- 사와무라 타케시
- 뇨텐 타카시
- 토시히코 니시가키
- 니시 유키
- 세이즈미 키후미